# Rejon pustomycki
Rejon pustomycki (ukr. Пустомитівський район) – dawna jednostka administracyjna Ukrainy, a wcześniej także Ukraińskiej Socjalistycznej Republiki Radzieckiej w Związku Socjalistycznych Republik Radzieckich, funkcjonująca w latach 1946–2020. Należał do obwodu lwowskiego. Siedzibą rejonu były Pustomyty.
Według spisu powszechnego z roku 2001 w rejonie żyło 112 000 ludzi, w tym 900 Rosjan (0,8%) i 600 (0,5%) Polaków.

## Historia
Rejon pustomycki został utworzony 1 listopada 1946 w związku z przeniesieniem siedziby rejonu sokolnickiego z Sokolników do Pustomytów.
4 marca 1959 do rejonu pustomyckiego włączono zniesiony rejon szczerzecki.
30 grudnia 1962 do rejonu pustomyckiego włączono zniesiony rejon bóbrecki.
5 lutego 1965 radę wiejską Chlebowice Wielkie przeniesiono z rejonu pustomyckiego do rejonu przemyślańskiego
Rejon pustomycki zlikwidowano w związku z reformą administracyjną 17 lipca 2020 roku, cały jego obszar wcielono do rejonu lwowskiego.

## Spis miejscowości
- Basiówka (Басівка)
- Biłka Królewska (Нижня Білка)
- Biłka Szlachecka (Верхня Білка)
- Barszczowice (Борщовичі)
- Brzegi (Береги)
- Budków (Будьків)
- Chrusno (Хоросно)
- Czarnuszowice (Чорнушовичі)
- Czerepin (Черепин)
- Czerkasy (Черкаси)
- Czyszki (Чишки)
- Czyżyków (Чижиків)
- Dawidów (Давидів)
- Dąbrówka (Дібрівки)
- Derewacz (Деревач)
- Dibianki (Диб'янки) dawniej cz. Sufraganki
- Dmytrowice (Дмитровичі)
- Dmytrze (Дмитре)
- Druga Wólka (Бережани)
- Dźwinogród (Звенигород)
- Einsiedel[7] (Одиноке)
- Falkenstein (Соколівка)
- Gaje (Гаї)
- Gańczary (Гончари)
- Glinna (Глинна)
- Głuchowice (Глуховичі)
- Grabniki (Грабник)
- Hermanów (Tarasówka) (Тарасівка)
- Hodowica (Годовиця)
- Horbacze (Горбачі)
- Horodysławice (Городиславичі)
- Hryniów (Гринів)
- Humieniec (Гуменець)
- Jampil (Prusy) (Ямпіль)
- Jastrzębków (Яструбків)
- Joppe (Льопи)
- Kamienopol (Кам'янопіль)
- Kocurów (Коцурів)
- Kolonia Dębianka (Дуб'янка)
- Konopnica (Конопниця)
- Krotoszyn (Кротошин)
- Kuhajów (Кугаїв)
- Laszki Murowane (Муроване)
- Lipniki (Липники)
- Lesienice (Лисиничі)
- Łany (Лани)
- Łapajówka (Лапаївка)
- Maliczkowice (Малечковичі)
- Malinówka (Малинівка)
- Mikłaszów (Миклашів)
- Mikołajów (Миколаїв)
- Milatycze (Милятичі)
- Miłoszowice (Милошевичі)
- Mostki (Містки)
- Nawaria (Наварія)
- Nagórzany (Нагоряни)
- Nikonkowice (Никонковичі)
- Nowosiołki (Новосілка)
- Obroszyn (Оброшине)
- Pasieki Zubrzyckie (Пасіки-Зубрицькі)
- Piaski (Піски)
- Pidhajci (Підгайці)
- Pikułowice (Пикуловичі)
- Podbereźce (Підберізці)
- Podborce (Підбірці)
- Podciemno (Підтемне)
- Podasdki (Підсадки)
- Podsosnów (Підсоснів)
- Polanka (Полянка)
- Popielany (Попеляни)
- Porszna (Поршна)
- Przyszlaki (Пришляки)
- Pustomyty (Пустомити)
- Rakowiec (Раковець)
- Sichów (Горішнії)
- Siedliska (Селисько)
- Siemianówka (Семенівка)
- Serdyca (Сердиця)
- Skniłów (Скнилів)
- Sokolniki (Сокільники)
- Sołonieckie Chałupy (Ков'ярі)
- Sołonka (Солонка)
- Sroki (Сороки)
- Sroki Lwowskie (Сороки-Львівські)
- Stawczany (Ставчани)
- Stare Sioło (Старе Село)
- Sufraganka (Шуфраганка)
- Szczerzec (Щирець)
- Szołomyja (Шоломинь)
- Tołszczów (Товщів)
- Trzecia Wólka (Соснівка)
- Unterbergen (Підгірне)
- Winiawa (Віняви)
- Winniczki (Виннички)
- Wodniki (Відники)
- Wołków (Вовків)
- Wołycia (Волиця)
- Zagórze (Загір'я)
- Zimna Woda (Зимна Вода)
- Zimna Wódka (Холодновідка)
- Zubrza (Зубра)
- Zuchorzyce (Сухоріччя)
- Żydatycze (Гамаліївка)
- Żyrawka (Жирівка)
- Żurawniki (Журавники)